# إدي بينج
إدي بينج (بالإنجليزية: Eddie Peng) (و. 1982  م) هو ممثل تلفزي، وممثل أفلام، ومغني، وعارض من تايوان، وكندا، ولد في تايبيه.
.

## التعليم
تعلم في جامعة كولومبيا البريطانية.

## وصلات خارجية
- إدي بينج على موقع IMDb (الإنجليزية)
- إدي بينج على موقع ألو سيني (الفرنسية)
- إدي بينج على موقع ميوزك برينز (الإنجليزية)
- إدي بينج على موقع أول موفي (الإنجليزية)
- إدي بينج على موقع قاعدة بيانات الفيلم (الإنجليزية)
- إدي بينج على موقع كينوبويسك (الروسية)